# 张吉怀高速铁路
张吉怀高速铁路，是一条连接中国湖南省张家界市经吉首市至怀化市的南北走向高速铁路，设计的最高速度为350km/h，最高运营时速为300km/h。于2016年12月开工建设，计划工期5年。2021年12月6日，张吉怀高速铁路正式开通运营。

## 概况
张吉怀高速铁路全长246.6千米，设有张家界西站、回龙西站、芙蓉镇站、古丈西站、吉首东站、凤凰古城站、麻阳西站、怀化南站共8座车站，其中回龙西站为越行站。张吉怀高铁在张家界西站与黔常铁路交汇，在怀化南站与沪昆高速铁路交汇。铁路设计时速350km/h。张吉怀高速铁路通车后，从怀化到张家界时间将由3.5小时缩短至1小时，到长沙2小时以内，到广州5个小时以内，到上海8个小时以内。

## 历史
2014年，湖南省人民政府委托中铁第四勘察设计院对焦柳铁路怀化至石门县段扩能改造工程进行研究，后经报请中国铁路总公司，在焦柳铁路怀化至张家界段新建200公里时速双线铁路。
2015年6月，中国铁路建设投资公司官网公布，中铁第四勘察设计院集团有限公司为张吉怀高铁勘察设计项目单位，标志着张吉怀高铁进入前期实质工作阶段。
2016年10月12日，国家发改委对新建张吉怀铁路可行性研究报告进行批复。
2016年12月18日，张吉怀高速铁路最长隧道吉首隧道钻下了第一个超前地质探孔，标志着张吉怀高速铁路正式开工建设。
2020年4月17日上午，张吉怀高速铁路排寨大桥顺利完成架设。
2020年5月1日，张吉怀高速铁路最长隧道吉首隧道贯通；5月3日，天桥山隧道安全贯通。
2020年7月29日，张吉怀高铁轨道施工全面展开。
2021年10月4日8时，张吉怀高铁开始运行试验。
2021年12月4日9时开始售票，12月6日正式开通运营。張吉懷高速鐵路的通車結束了除海南外中國大陸整個高鐵路網脫網情形。

## 车站
张吉怀高速铁路全线设八座车站：张家界西站—回龙西站—芙蓉镇站—古丈西站—吉首东站—凤凰古城站—麻阳西站—怀化南站。本表格的运行里程只是一个大约数字，并不准确
| 张吉怀客运专线 |                  |        |                      |                |                       |                                      |
| 车站           | 运价里程（公里） | 所在地 | 所在地               | 启用日期       | 连接铁路              | 城市轨道交通换乘路线                 |
| 张家界西站     | 0                | 湖南省 | 张家界市             | 2019年12月26日 | 黔常铁路              |                                      |
| 沙堤所         | -                | 湖南省 | 张家界市             | 线路所         |                       |                                      |
| 回龙西站       | -                | 湖南省 | 湘西土家族苗族自治州 | 越行站         |                       |                                      |
| 芙蓉镇站       | 73               | 湖南省 | 湘西土家族苗族自治州 | 2021年12月6日  |                       |                                      |
| 古丈西站       | 91               | 湖南省 | 湘西土家族苗族自治州 | 2021年12月6日  |                       |                                      |
| 吉首东站       | 142              | 湖南省 | 湘西土家族苗族自治州 | 2021年12月6日  |                       |                                      |
| 凤凰古城站     | 168              | 湖南省 | 湘西土家族苗族自治州 | 2021年12月6日  |                       | 凤凰古城站 (磁浮) - 凤凰磁浮观光快线 |
| 麻阳西站       | 196              | 湖南省 | 怀化市               | 2021年12月6日  |                       |                                      |
| 龙形村所       | -                | 湖南省 | 怀化市               | 线路所         |                       |                                      |
| 怀化南站       | 245              | 湖南省 | 怀化市               | 2014年12月16日 | 沪昆客运专线 怀衡铁路 |                                      |